# Paraselenca simonis
Paraselenca simonis is een hooiwagen uit de familie Assamiidae.